# Neutralitate
Prin neutralitate se înțelege o conduită a unui stat față de două sau mai multe subiecte de drept internațional care sunt angajate într-un conflict, prin care statul respectiv se abține de la întreprinde orice acțiune care ar putea prejudicia interesele uneia dintre părțile participante la conflict.
Termenul de neutralitate, provenit din latina medievală, de la latinescul ne uter (nici unul, nici celălalt) a fost definit în doctrină ca situația statelor care în timp de război nu iau parte la luptă, ci continuă să întrețină relații pașnice cu toate statele, inclusiv cu beligeranții.
Neutralitatea este fondată pe suveranitatea statelor. Orice stat suveran are dreptul de a rămâne neutru într-un război între alte state, cel puțin dacă el nu este legat printr-un angajament convențional contrar.
Principalele instrumente juridice prin care se reglementează statutul de neutralitate și care constituie dreptul clasic în această materie sunt două convenții adoptate la Conferința de pace de la Haga din 1907 și anume:
- Convenția a V-a „privitoare la drepturile și datoriile puterilor și persoanelor neutre în caz de război pe uscat” și
- Convenția a XIII-a „privitoare la drepturile și datoriile puterilor neutre în caz de război maritim”.

Neutralitatea este caracterizată prin abținere și imparțialitate. Obligația de a se abține a apărut la sfârșitul secolului al XVIII-lea și conținea interzicerea unui stat neutru de a acorda ajutor vreunui stat beligerant. Neutralitatea implică în al doilea rând imparțialitatea, prin stricta egalitate de tratament cu toți beligeranții. Concepția neutralități binevoitoare este inacceptabilă, deoarece acțiunile binevoitoare între unii dintre adversari sunt acțiuni malversatile între alții.
Neutralitatea creează drepturi și obligații speciale, care, de regulă, nu există în timp de pace și care iau sfârșit odată cu încheierea ostilităților sau în momentul în care războiul izbucnește între statul neutru și unul din beligeranți.
La începerea unui conflict armat, autoritățile publice abilitate ale statului care păstrază neutralitatea dau o  Declarație de neutralitate care prezintă avantajul clarificării raporturilor dintre state suverane, spre exemplu în cazul supușilor neutri aflați în țările beligerante la începutul războiului. 